# フグロ

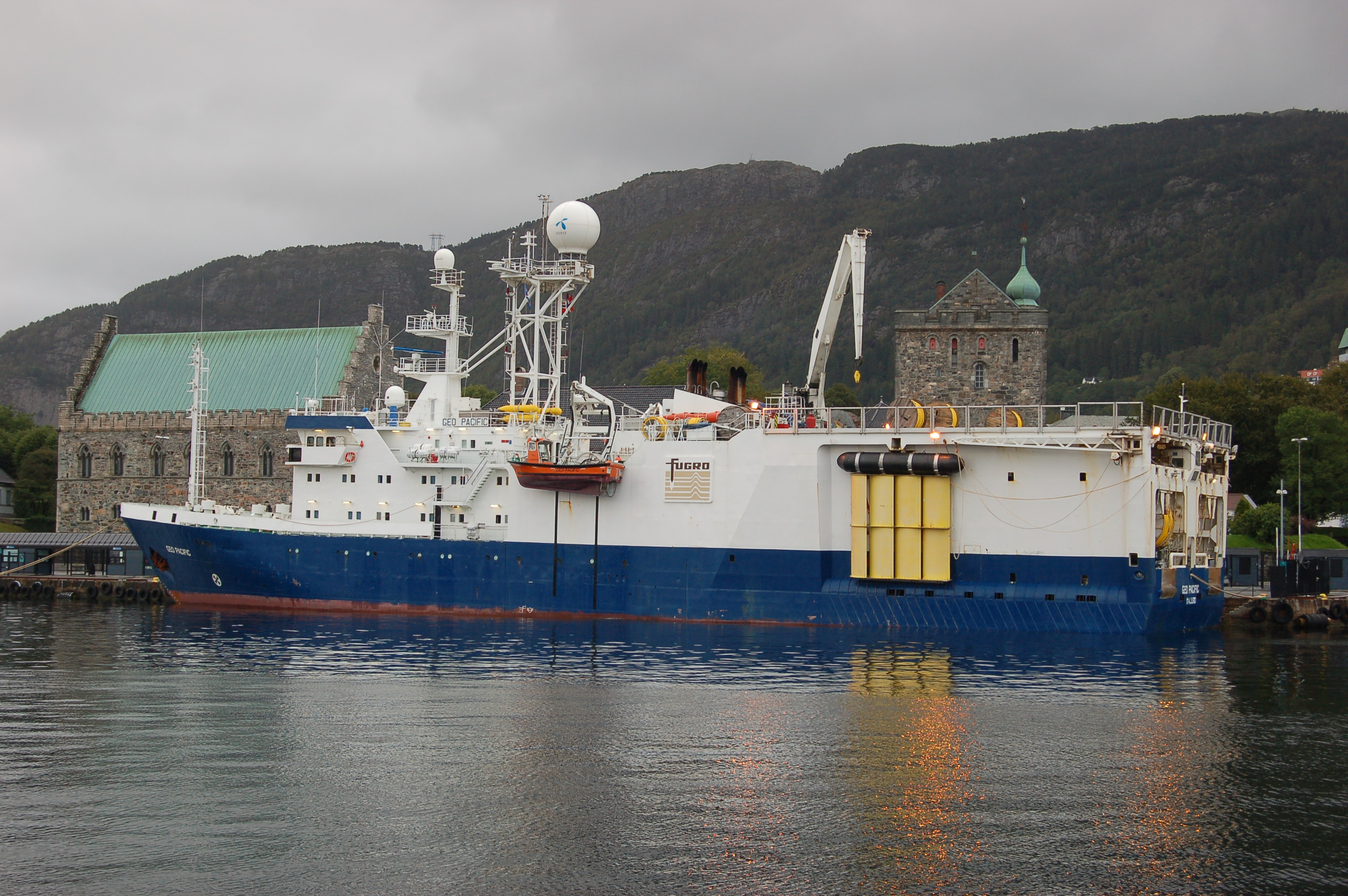
ベルゲンに係留されているGeo Pacific

フグロ（オランダ語：Fugro N.V.、FUnderingstechniek en GROndmechanica）は、石油、天然ガス、鉱山といった地質学の調査を行うオフショア企業。オランダ・Leidschendamに本社を置き、世界約60カ国で事業を展開する。日本法人は株式会社フグロジャパン。ユーロネクスト・アムステルダム上場企業（Euronext: FUR ）。
フグロは1962年にIngenieursbureau voor FUnderingstechniek en GROndmechanicaの名称で設立され、組織改編を経て1987年にフグロの名称となった。1994年にアムステルダム証券取引所に上場、その後アジア、米国、オセアニアなど世界各地での企業買収を重ね、現在はStarfix と Skyfix DGNSSのシステムを提供し、GPSにより調査場所の正確な位置の情報を提供している。これらのシステムは自動船位保持装置（dynamic positioning）ではSeastarと呼ばれ、陸上ではOmnistarと呼ばれている。
日本法人は1992年12月に設立され。現在は東京都中央区新川にオフィスを持つ。